# Elaphoglossum cremersii
Elaphoglossum cremersii là một loài dương xỉ trong họ Dryopteridaceae. Loài này được Mickel mô tả khoa học đầu tiên năm 2008.